# Daniel Leavitt
Daniel Leavitt (1813-1859) fue un primigenio inventor estadounidense que junto a su socio Edwin Wesson patentó el primer revólver después de Samuel Colt, y posteriormente fabricó una de los primeros revólveres estadounidenses. El novedoso diseño fue fabricado brevemente antes que una demanda por patentes de Colt forzase a la empresa a parar la producción del revólver Leavitt & Wesson Dragoon. Pero las primeras patentes de Leavitt y las de su socio Wesson avivaron la competencia y ayudaron a impulsar el auge tecnológico y productivo que dio origen a la moderna industria de armas de fuego.

## Biografía
Leavitt nació el 16 de noviembre de 1813 en Rye, Nuevo Hampshire, siendo hijo de Benning Leavitt, influyente empresario, Senador del Estado, comisionado del condado y más tarde Edil, y de Olive (Jenness) Leavitt, su esposa. Daniel Leavitt se casó en 1838 con Ruth Jeannette Ball, en West Springfield, Massachusetts. Tuvieron tres hijos.

## Primera patente de Leavitt
Leavitt obtuvo una patente de su nuevo diseño el 29 de abril de 1837, cuando la Oficina de Patentes y Marcas de los Estados Unidos le otorgó la Patente estadounidense número 182 por una "mejora en un arma de fuego con tambor de múltiples recámaras". La primigenia arma, la segunda de este tipo, era un revólver de percusión calibre 10,16 mm (.40), de acción simple, con tambor de 6 balas y un cañón octogonal de 171,45 mm (6¾ pulgadas) que basculaba hacia arriba.
Leavitt obtuvo su patente menos de un año después que Samuel Colt obtuviera una patente por su revólver, y antes que Colt tuviera oportunidad de introducir su nueva arma al mercado. La patente le fue entregada a Leavitt en su casa de Cabotville, Massachusetts, ahora parte de Chicopee, Massachusetts. El diseño era radical en un aspecto. "El cilindro rotativo que yo empleo no se diferencia de los que han sido anteriormente empleados en armas con múltiples recámaras", escribió Leavitt en el formulario de su patente. "La mejora que yo hice consiste en darle una forma convexa al extremo del cilindro rotativo que está en contacto con el cañón".
La innovación de Leavitt era la cara sobresaliente del tambor, que fue diseñada para alejar el fogonazo de la recámara disparada de las otras, previniendo así los disparos múltiples, el principal problema con los primeros revólveres de percusión. "El problema de todas las primigenias armas de retrocarga, al igual que el revólver de Colt, era el escape de gases de la recámara", escribieron los autores de Arming America: The Origins of a National Gun Culture. En su diseño, Leavitt trató de resolver el problema a través de la nueva forma convexa del tambor.
El diseño de Leavitt fue "una de aquellas armas de fuego que tienen varias recámaras perforadas en un cilindro, cuyo eje es paralelo al eje del cañón y cuyas recámaras pueden hacerse coincidir sucesivamente con dicho cañón", escribía el Journal of the Franklin Institute de Philadelphia en 1838. Pero la innovación de Leavit, indicaba la publicación, era el extremo convexo del tambor para alejar los humos y el fogonazo del disparo.

## Sus primeras armas fabricadas
La primera patente del inventor demostró que la industria de armas de fuego estaba atrayendo una considerable innovación y competencia al mismo tiempo que iniciaba su ascenso (en el mismo año que se le otorgó la patente a Leavitt, la Oficina de Patentes y Marcas de los Estados Unidos otorgó a otras dos personas patentes por mejoras en armas de fuego con múltiples recámaras). El 25 de febrero de 1836, se le otorgó a Samuel Colt una patente (posteriormente renumerada X9430) por su "pistola rotativa".
Los revólveres fueron producidos en pequeñas cantidades por la empresa de Wesson, Stephens & Miller en la cercana ciudad de Hartford, Connecticut. En 1839, Edwin Wesson, director de la empresa y además inventor, hizo algunas modificaciones al diseño inicial de Leavitt, apodando al nuevo producto "Revólver Wesson & Leavitt", empezó a producirlo en una fábrica de Massachusetts, que dio inicio a la formación de la Massachusetts Arms Company de Chicopee Falls, Massachusetts. Luego que una patente otorgada a Wesson en 1850, entregada póstumamente, los primeros revólveres Wesson & Leavitt salieron de la línea de ensamblaje en Chicopee Falls. El enorme revólver calibre 10,16 mm (.40) pesaba más de 1,81 kg (4 libras) y tenía una longitud de casi 381 mm (15 pulgadas), de los cuales 180,34 mm (7,1 pulgadas) correspondían al cañón.
Entre 1850-1851, la empresa produjo unas 800 unidades del nuevo revólver, que podía ser recargado con solo apretar un retén, levantar el cañón y empujar hacia adelante el tambor para retirarlo de su eje. Junto al modelo estándar, se fabricaron unos 1000 modelos Belt calibre 8 mm (.32), más pequeños y con un cañón más corto.
Los nuevos revólveres fueron adoptados por clientes particulares. El General Winfield Scott, por ejemplo, llevó consigo uno de los pequeños revólveres Wesson & Leavitt de 6 balas calibre 8 mm (.32) a la Intervención estadounidense en México.

## La demanda de Samuel Colt por violación de patente

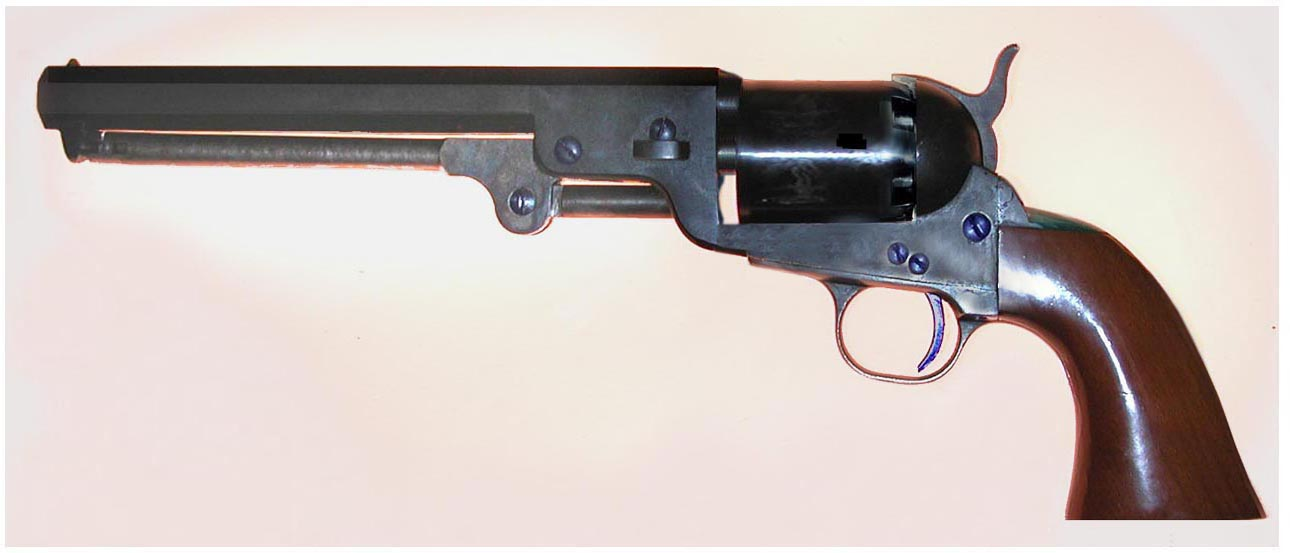
Un revólver Colt Navy de 1851.

El éxito del arma de la incipiente compañía prontamente atrajo la atención de Samuel Colt, que envió a su primo Henry Sargeant para comprar uno de los revólveres. Impulsado por la reciente prórroga de su patente hasta 1857, Colt demandó a Wesson & Leavitt, ahora dirigida por el hermano de Edwin, Daniel Wesson, que fue a trabajar para éste en 1843 y se hizo cargo de la empresta tras la muerte de Edwin en 1849. La demanda de Colt alegaba una violación de su patente original sobre el revólver. El caso fue llevado a la corte en octubre de 1852, ante la Corte de Apelación del Distrito de Nueva York. Ambas partes alegaron fraguado de los documentos originales de la Oficina de Patentes de los Estados Unidos, así como pruebas fraudulentas. El caso tuvo una gran cobertura por parte de los diarios de Nueva York. Un mes después, Colt había derrotado al pequeño fabricante en la corte y obtuvo grandes sumas de dinero por concepto de reparaciones, oblgando a la Massachusetts Arms Company a ser liquidada en 1853.
Tras la victoria de Colt, su abogado Edward N. Dickerson emitió una circular a los fabricantes de armas de fuego. "Usted preste atención por favor", escribió Dickerson, "y cese la venta de cualquier ARMA DE FUEGO DE REPETICIÓN, en la cual se produce rotación, acerrojado o desacerrojado al combinar la recámara con el cañón; o aquella en donde los conos están separados por mamparas, o situados en entalles; excepto aquellas fabricadas por el Cor. Colt, en Hartford."
"Sobra decir", escribieron los autores de Samuel Colt: Arms, Art, and Invention, "que esta circular tuvo un efecto paralizante en la industria de armas estadounidense". Varias de las empresas advertidas por Dickerson capitularon y pagaron reparaciones para poner fin al conflicto con Colt. A pesar de su primera victoria, el abogado de Colt le advirtió a su cliente que no insista con los juicios por violación de patente. "No hay nada más sencillo que iniciar un gran proceso", dijo Dickerson, "pero hay muchas cosas más sencillas que ganarlo. Su suerte, como supongo que usted la llama, ha sido muy buena hasta ahora - mejor que la de cualquier otro inventor en los Estados Unidos por lejos, pero puede cambiar, y otro proceso puede sacar a relucir algo que desconocemos, y que puede destruirnos..."
Dickerson pudo haber aprendido de los procesos en la Corte Distrital, que se convirtió en un torneo entre dos de los más importantes abogados de la época: Dickerson representando a Colt; y Rufus Choate reperesentando a la Massachusetts Arms Company. Sin embargo fue Dickerson - mientras que su cliente Colt estaba en un viaje de negocios en Europa durante el proceso - el que obtuvo ventaja en la primera audiencia.
A pesar de la advertencia de Dickerson a su cliente de no forzar su suerte, la serie de procesos de Colt tuvieron un efecto: virtualmente cerraron la producción de sus competidores por varios años y su empresa se volvió la más grande productora de armas de fuego civiles durante la década de 1850.

## Las secuelas de los litigios de Colt

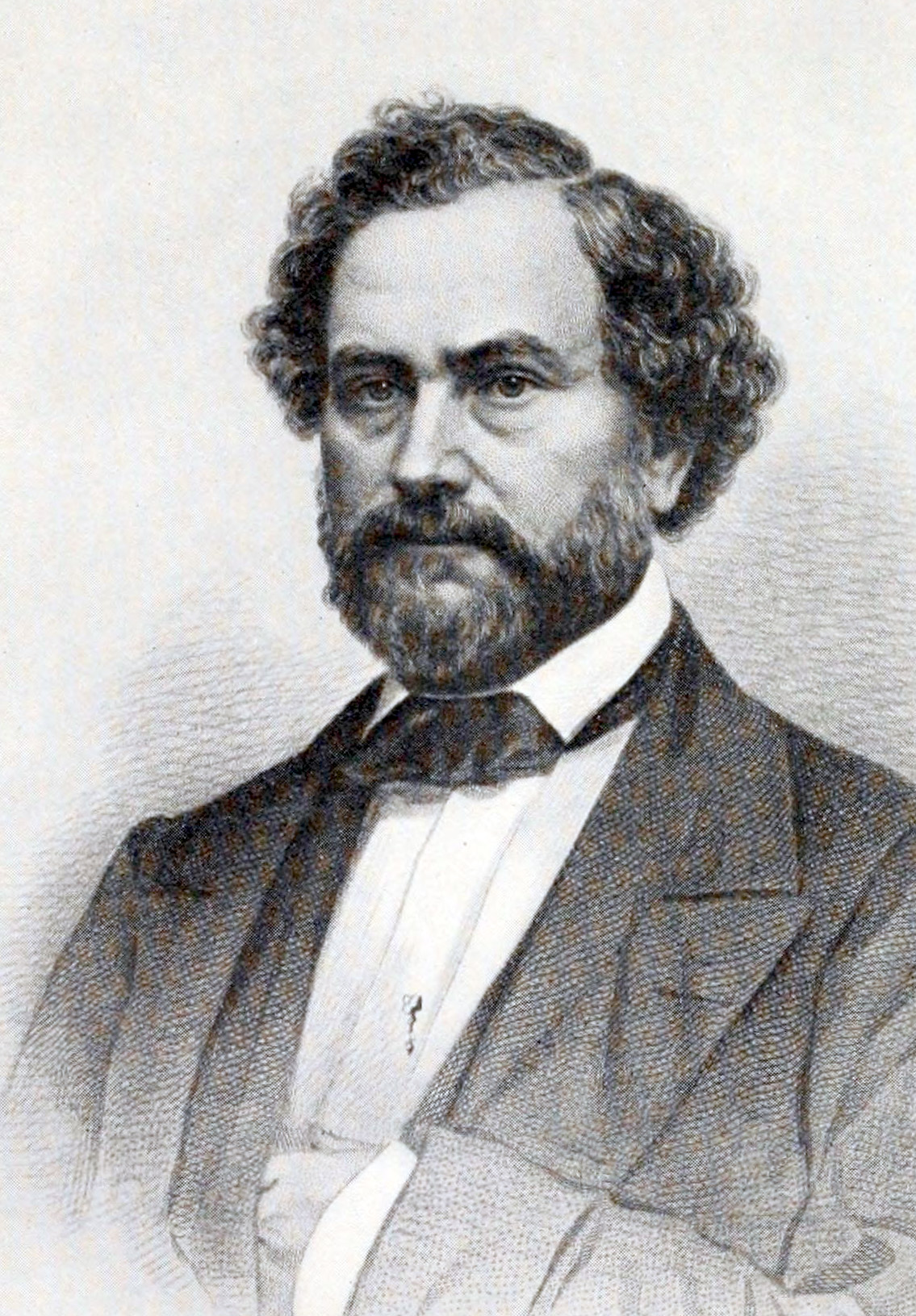
Samuel Colt, el fabricante de armas de fuego que aplastó a sus competidores con su proceso por violación de patente de 1852.

En total, la Massachusetts Arms Company - considerada una predecesora de Smith & Wesson - apenas fabricó un millar de los modelos de cinturón calibre 8 mm (.32) del revólver original patentado, 200 de los cuales fueron comprados en 1856 por la organización abolicionista Comité de Ayuda Massachusetts-Kansas. Varios de estos revólveres llegaron más tarde a manos del abolicionista John Brown.
La Massachusetts Arms Company continuó con el negocio, y tras el vencimiento de algunas de las patentes originales de Colt, al igual que mejoras en el diseño de sus revólveres, la compañía fabricó una variedad de armas. Varios de sus primeros empleados, principalmente el diseñador Joshua Stevens, fundaron otras exitosas compañías productoras de armamento. La J. Stevens Company, fundada por Stevens, el exempleado de Wesson & Leavitt, fue finalmente vendida a la New England Westinghouse Company en 1915 para producir armas militares para la Primera Guerra Mundial.
Daniel Leavitt, aunque aplastado por el equipo legal del magnate de las armas Samuel Colt, ayudó a impulsar la competencia e introdujo mejoras tecnológicas en el diseño de las pistolas estadounidenses - armas que serían empleadas más tarde en el Viejo Oeste, la Guerra de Secesión y en cualquier otro lugar. El propio Leavitt sirvió en 1847 en la Milicia Voluntaria de Massachusetts como Capitán de la Compañía F, 10° Regimiento, 6.ª Brigada y fue miembro de la logia francmasónica de Chicopee.
Leavitt no se limitó al diseño de armas de fuego. El 18 de agosto de 1842 se le otorgó una patente (número 2755) por un "Modo para asegurar las bobinas de hilo en las lanzaderas para tejer". La patente de Leavitt por una innovación para las bobinas empleadas en los telares mecánicos demostró que el inventor puso atención a otra industria emergente de Nueva Inglaterra. Fue una industria en la cual Leavitt tuvo un interés más profundo: su padre Benning era dueño de una fábrica de Chicopee que producía bobinas. No hay indicios que la patente de Leavitt para producción textil fue más exitosa que su patente de armas de fuego.
Leavitt murió en Chicopee el 27 de julio de 1859.